# إنريكو دي جوزيبي
إنريكو دي جوزيبي (بالإنجليزية: Enrico Di Giuseppe)‏ هو مغني ومغني أوبرا أمريكي، ولد في 14 أكتوبر 1932 في فيلادلفيا في الولايات المتحدة، وتوفي في 31 ديسمبر 2005 في نيوجيرسي في الولايات المتحدة بسبب سرطان.

## وصلات خارجية
- إنريكو دي جوزيبي على موقع IMDb (الإنجليزية)
- إنريكو دي جوزيبي على موقع ميوزك برينز (الإنجليزية)
- إنريكو دي جوزيبي على موقع أول ميوزيك (الإنجليزية)
- إنريكو دي جوزيبي على موقع ديسكوغز (الإنجليزية)